# Centrobranchus
A Centrobranchus a sugarasúszójú halak (Actinopterygii) osztályának Myctophiformes rendjébe, ezen belül a gyöngyöshalfélék (Myctophidae) családjába tartozó nem.

## Rendszerezés
A nembe az alábbi 4 faj tartozik:
- Centrobranchus andreae (Lütken, 1892)
- Centrobranchus brevirostris Becker, 1964
- Centrobranchus choerocephalus Fowler, 1904
- Centrobranchus nigroocellatus (Günther, 1873)